# Leptogaster angelus
Leptogaster angelus är en tvåvingeart som beskrevs av Osten Sacken 1881. Leptogaster angelus ingår i släktet Leptogaster och familjen rovflugor. Inga underarter finns listade i Catalogue of Life.